# Municipio de Penn Forest
El municipio de Penn Forest (en inglés: Penn Forest Township) es un municipio ubicado en el condado de Carbon en el estado estadounidense de Pensilvania. En el año 2000 tenía una población de 5.439 habitantes y una densidad poblacional de 28.3 personas por km².

## Geografía
El municipio de Penn Forest se encuentra ubicado en las coordenadas 40°52′29″N 75°40′59″O / 40.87472, -75.68306.

## Demografía
Según la Oficina del Censo en 2000 los ingresos medios por hogar en la localidad eran de $36,601 y los ingresos medios por familia eran $40,597. Los hombres tenían unos ingresos medios de $39,864 frente a los $21,774 para las mujeres. La renta per cápita para la localidad era de $17,129. Alrededor del 10,6% de la población estaban por debajo del umbral de pobreza.